# You All Over Me (Taylor's Version)
"You All Over Me" je pjesma američke kantautorice Taylor Swift koja sadrži pozadinske vokale američke pjevačice Maren Morris. Objavljena je u izdanju Republic Recordsa 26. ožujka 2021. kao drugi singl albuma Fearless (Taylor's Version). Pjesmu su izvorno napisali Swift i Scooter Carusoe 2008. godine, a producirali su je Swift i Aaron Dessner.
Pjesma je sentimentalna country pop balada s guslama i akustičnim gitarama. Raspravlja o pripovjedačevoj nesposobnosti da prijeđe iz romantične veze zbog okoline koja je podsjeća na prošlost. "You All Over Me" dobio je priznanje kritičara koji su ga nazvali melodijom koja izaziva nostalgiju za Swiftinom country glazbom i pohvalili autentičnu liriku. Pjesma je debitirala na vrhu Billboard Country Digital Songs i Country Streaming Songs, dosegla 6. mjesto u kombinaciji Hot Country Songs i 51. mjesto na Hot 100.

## Pozadina
Nakon što je američki poduzetnik Scooter Braun kupio, te kasnije ponovo prodao, "masters" (prava na originalne pjesme, snimke, fotografije, video zapise i dr.) na prvih šest studijskih albuma Taylor Swift, od albuma Taylor Swift (2006.) do Reputation (2017.), Swift je prvo snimila ponovno njezin drugi studijski album, Fearless (Taylor's Version), objavljen je 9. travnja 2021.
Swift je 24. ožujka 2021. objavila da će jedna od ubačenih pjesama, naslovljena "You All Over Me" s vokalima američke pjevačice Maren Morris, biti objavljena 26. ožujka kao drugi singl albuma. Sljedećeg dana, 25. ožujka, odlomak pjesme pušten je u emisiji Good Morning America.
Demo verzija pjesme "You All Over Me" prethodno je procurila na mrežu 2017. godine.
Swift je pjesmu napisala za originalni album 2008. godine, ali je bila odbačena s albuma.

## Ljestvice
| Ljestvice                  | Najviša pozicija |
| -------------------------- | ---------------- |
| Australija                 | 34               |
| Irska                      | 35               |
| Kanada                     | 29               |
| Novi Zeland                | 3                |
| Sjedinjene Američke Države | 6                |